# Mobile Network Code
 (octobre 2023).
Un Mobile Network Code (MNC) est utilisé en combinaison avec le Mobile country code (MCC) pour l'identification univoque du réseau d'un opérateur de réseau mobile utilisant les normes GSM, CDMA, TETRA, UMTS, LTE et certains réseaux satellite mobile. Cet identifiant (MCC+MNC) est diffusé par les antennes-relais du réseau mobile. En 3G (UMTS) et 4G (LTE), plusieurs codes MNC peuvent être diffusés par une même antenne pour permettre la mutualisation du réseau radio.
La recommandation E.212 de l'ITU-T définit le format et les principes des Mobile Country Code et des Mobile Network Codes.
Le « Mobile Network Code » (MCC+MNC) est aussi présent dans les cartes SIM (premiers chiffres du n° IMSI) de tous les abonnés mobiles ; il permet aux BTS ou Node B des opérateurs dont les cellules radio sont « visitées » d’identifier et d'authentifier les téléphones mobiles présents dans leurs cellules radio et, en interrogeant le HLR et l'AuC de l'opérateur identifié grâce aux codes « MCC+MNC » du mobile, de déterminer si ce téléphone mobile est autorisé (ou pas) à accéder au réseau et avec quels droits ; en pratique, cela permet aussi de savoir si un accord d'itinérance a été conclu entre l'opérateur d'origine de l'abonné mobile et l'opérateur de la cellule où se trouve le mobile. 

## Tableau des MNC pour la France métropolitaine
Ces codes sont pour la France attribués par l'Arcep. En pratique, 7 codes réseaux MNC sont utilisés en 2017 par les antennes mobiles commerciales (macro-cellules) en service en France métropolitaine : ceux des 4 opérateurs non-virtuels : Orange, Bouygues Telecom, SFR et Free Mobile (pour leur réseau en propre) et ceux d'Orange, Bouygues et SFR pour leurs antennes-relais couvrant les « zones blanches » mutualisées (zones « F-Contact »).

Les autres codes servent à identifier les cartes SIM des abonnés des opérateurs full-MVNO et des MVNE ou sont utilisés à des fins expérimentales (notamment : le test des réseaux LTE Advanced et des expérimentions de futurs réseaux LTE-TDD (boucle locale radio) et 5G.
| MCC | MNC | Marque                                                                                    | Opérateur                                                                      | Statut       | Bandes de Fréquence                             | Références et notes |
| --- | --- | ----------------------------------------------------------------------------------------- | ------------------------------------------------------------------------------ | ------------ | ----------------------------------------------- | --- |
| 208 | 01  | Orange                                                                                    | Orange                                                                         | Opérationnel | GSM 900 / GSM 1800 / UMTS 900 / UMTS 2100 / LTE | Réseaux GSM/UMTS (code principal) |
| 208 | 02  | Orange                                                                                    | Orange                                                                         | Opérationnel | GSM 900, UMTS                                   | Zones blanches |
| 208 | 03  | MobiquiThings                                                                             | MobiquiThings                                                                  | Opérationnel | GSM, UMTS, satellite                            | Full MVNO. Racheté par Sierra Wireless en 2015 |
| 208 | 04  | Netcom Group                                                                              | Netcom Group / Phenix Partner                                                  | En cours     | Full MVNO                                       | précédemment Orange puis Sisteer |
| 208 | 05  | Globalstar                                                                                | Globalstar Europe                                                              | Opérationnel | Satellite                                       | |
| 208 | 06  |                                                                                           | Globalstar Europe                                                              | Opérationnel | Satellite                                       | |
| 208 | 07  |                                                                                           | Globalstar Europe                                                              | Opérationnel | Satellite                                       | |
| 208 | 08  | Completel                                                                                 | SFR (achat de Completel)                                                       | Opérationnel | GSM, UMTS, LTE                                  | |
| 208 | 09  | SFR                                                                                       | SFR                                                                            | ?            | ex : Neuf Telecom                               | |
| 208 | 10  | SFR                                                                                       | SFR                                                                            | Opérationnel | GSM 900 / GSM 1800 / UMTS 900 / UMTS 2100 / LTE | Réseaux GSM/UMTS (code principal) |
| 208 | 11  | SFR                                                                                       | SFR                                                                            | Opérationnel | UMTS 2100                                       | Femtocells |
| 208 | 12  |                                                                                           | Hewlett-Packard France                                                         | Abrogé       | MVNO                                            | |
| 208 | 13  | SFR                                                                                       | SFR                                                                            | Opérationnel | GSM 900 / GSM 1800 / UMTS 900 / UMTS 2100       | Zones blanches |
| 208 | 14  | RFF                                                                                       | RFF                                                                            | Opérationnel | GSM-R                                           | attribué par erreur à Free Mobile dans un premier temps                                                                                             |
| 208 | 15  | Free                                                                                      | Free mobile                                                                    | Opérationnel | UMTS 900 / UMTS 2100 / LTE                      | (code principal) |
| 208 | 16  | Free                                                                                      | Free mobile                                                                    | Opérationnel | LTE                                             | Servirait (peut-être) à faciliter la resélection sur le réseau 4G de Free Mobile à la place de l'itinerance partenaire sur le réseau 2G/3G d'Orange |
| 208 | 17  | Legos                                                                                     | Legos (MVNO)                                                                   | Opérationnel | GSM, UMTS, LTE                                  | Full MVNO (Orange) et MVNO (SFR) |
| 208 | 18  | Voxbone                                                                                   | Voxbone                                                                        | Disparu      |                                                 | Numéros virtuels |
| 208 | 19  | Altitude                                                                                  | Altitude infrastructure                                                        | ?            | GSM, UMTS, LTE                                  | MVNO |
| 208 | 20  | Bouygues Telecom                                                                          | Bouygues Telecom                                                               | Opérationnel | GSM 900 / GSM 1800 / UMTS 900 / UMTS 2100 / LTE | Réseaux GSM/UMTS/LTE (code principal) |
| 208 | 21  | Bouygues Telecom                                                                          | Bouygues Telecom                                                               | Opérationnel |                                                 | Réseau expérimental |
| 208 | 22  | Transatel Mobile                                                                          | Transatel (MVNE)                                                               | Opérationnel | GSM, UMTS, LTE                                  | MVNE et full MVNO |
| 208 | 23  | Syndicat mixte ouvert Charente numérique                                                  |                                                                                | ?            | ?                                               | Anciennement Virgin Mobile/Omea Telecom (MVNO) racheté par SFR                                                                                      |
| 208 | 24  | MobiquiThings                                                                             | MobiquiThings (MVNO/MVNE)                                                      | Opérationnel | GSM, UMTS, Satellite                            | Full MVNO. Racheté par Sierra Wireless en 2015 |
| 208 | 25  | Lycamobile                                                                                | Lycamobile (MVNO)                                                              | Opérationnel | GSM, UMTS, LTE                                  | Full MVNO (Bouygues Telecom) |
| 208 | 26  | NRJ Mobile / Auchan Télécom / Crédit Mutuel Mobile / CIC Mobile / CDiscount Mobile / SIM+ | Bouygues Télécom Business distribution (Anciennement Euro Information Télécom) | Opérationnel | GSM, UMTS, LTE                                  | MVNO et full MVNO |
| 208 | 27  | Coriolis                                                                                  | Coriolis Télécom                                                               | Opérationnel | GSM, UMTS, LTE                                  | MVNO et full MVNO. Racheté par SFR en 2021 (précédemment Afone)                                                                                     |
| 208 | 28  | AIF                                                                                       | Airmob                                                                         | Opérationnel | GSM, UMTS, LTE, 5G                              | Full MVNO et MVNA. Racheté par Altitude Infrastructure en 2022                                                                                      |
| 208 | 29  | Cubic telecom France                                                                      |                                                                                | ?            |                                                 | anciennement IMC International Mobile Communication                                                                                                 |
| 208 | 30  | Syma Mobile                                                                               | Symacom (MVNO)                                                                 | Opérationnel | GSM, UMTS, LTE                                  | Full MVNO. Racheté par SFR en 2022 |
| 208 | 31  | Vectone / Delight Mobile (MVNO)                                                           | Mundio Mobile (MVNE)                                                           | Opérationnel | GSM, UMTS, LTE                                  | Full MVNO |
| 208 | 32  | Orange                                                                                    | Orange                                                                         |              |                                                 | Réseau de test |
| 208 | 34  | Cellhire                                                                                  | Cellhire France                                                                | ?            |                                                 | Full MVNO |
| 208 | 35  | Free                                                                                      | Free mobile                                                                    | Opérationnel | NR                                              | Vraisemblablement dédié au réseau 5G de Free Mobile en voie de déploiement                                                                          |
| 208 | 45  | Thales communications & Security SAS                                                      | SEMITAG                                                                        | Opérationnel | TETRA 400 Mhz                                   | Réseau TETRA SEMITAG |
| 208 | 51  | EADS                                                                                      | Ville de Lyon                                                                  | Opérationnel | TETRA 400 Mhz                                   | Réseau TETRA Ville de Lyon |
| 208 | 64  | Thales communications & Security SAS                                                      | SYTRAL, Métropole de Lyon                                                      | Opérationnel | TETRA 400 Mhz                                   | Réseau TETRA SYTRAL |
| 208 | 80  | Thales communications & Security SAS                                                      | SNCF réseau                                                                    | Opérationnel | TETRA 400 Mhz                                   | Réseaux TETRA Ex: IRIS, technicentre |
| 208 | 86  | SEM@FOR77                                                                                 |                                                                                | ?            |                                                 | Anciennement Nomotech |
| 208 | 88  | Bouygues                                                                                  | Bouygues Telecom                                                               | Opérationnel | GSM 900 /1800, UMTS                             | Zones blanches |
| 208 | 89  |                                                                                           | Fondation b-com                                                                | inconnu      | UMTS, LTE                                       | Réseau de test |
| 208 | 90  | Association Images & Réseaux                                                              | Association Images & Réseaux                                                   | ?            | LTE                                             | Réseau de test |
| 208 | 91  | Orange                                                                                    | Orange                                                                         | ?            | LTE                                             | Réseau de test |
| 208 | 92  | Association Plate-forme Telecom                                                           |                                                                                | Disparu      | LTE                                             | Réseau de test |
| 208 | 93  | Thales communications & Security SAS                                                      | Thales communications                                                          | Opérationnel | TETRA 400 Mhz                                   | Réseaux TETRA Ex: Nantes Métropole |
| 208 | 94  | Halys                                                                                     | Halys                                                                          | En test      | GSM, LTE                                        | Réseau de test |
| 208 | 95  | Orange                                                                                    | Orange                                                                         | ?            | LTE-TDD                                         | Réseau de test |
| 208 | 96  | Axione                                                                                    | Axione                                                                         | Pilote       | Test TDD-LTE (RIP)                              | Réseau de test |
| 208 | 97  |                                                                                           | Thales communications                                                          | ?            | ?                                               | Réseau de test |
| 208 | 98  | Air France                                                                                | Air France                                                                     | ?            | ?                                               | Réseau de test |
| 208 | 104 | Etelm Netis SAS                                                                           | Etelm                                                                          | Opérationnel | TETRA 400 Mhz                                   | Réseaux TETRA Ex: Chantiers de l'Atlantique |
| 208 | 116 | Thales communications & Security SAS                                                      | Mairie de Grenoble                                                             | Opérationnel | TETRA 400 Mhz                                   | Réseau TETRA Ville de Grenoble |